# Magongnaru (métro de Séoul)
Magongnaru (en coréen : 마곡나루역) est une station de correspance entre la ligne 9 et la ligne AREX du métro de Séoul. Elle est située, Magok-dong, dans l'arrondissement de Gangseo-gu, à Séoul en Corée du Sud.

## Situation sur le réseau

Plan du réseau (2023)

La station souterraine de correspondance Sinbanghwa : de la ligne 9 du métro de Séoul, est situé entre la station Sinbanghwa, en direction du terminus nord/ouest Gaehwa, et la station Yangcheon Hyanggyo, en direction du terminus sud/est VHS Medical Center ; et de la ligne AREX est située entre la station Aéroport international de Gimpo  (métro de Séoul), le terminus Nord/Ouest, et la station Digital Media City (métro de Séoul) en direction du terminus Sud/Est Séoul.

## Histoire
La station de passage Magongnaru, de la ligne 9, est ajoutée sur la ligne et mise en service le 24 mai 2014. Elle devient une station de correspondance avec la ligne AREX le 29 septembre 2018, lorsque cette station est ouverte sur la ligne en service.

## Services aux voyageurs

### Accès et accueil

Installations accès
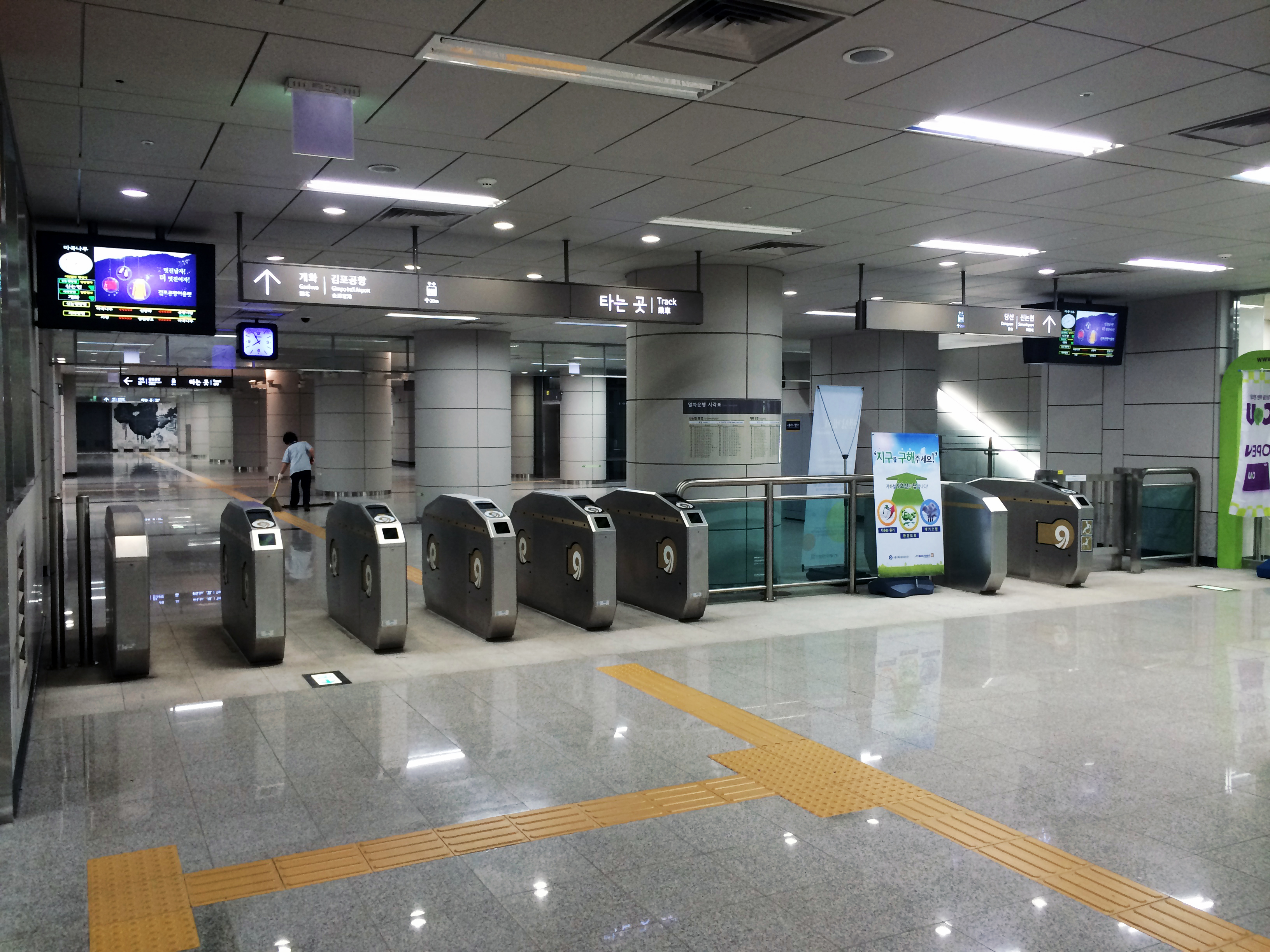
En 2014
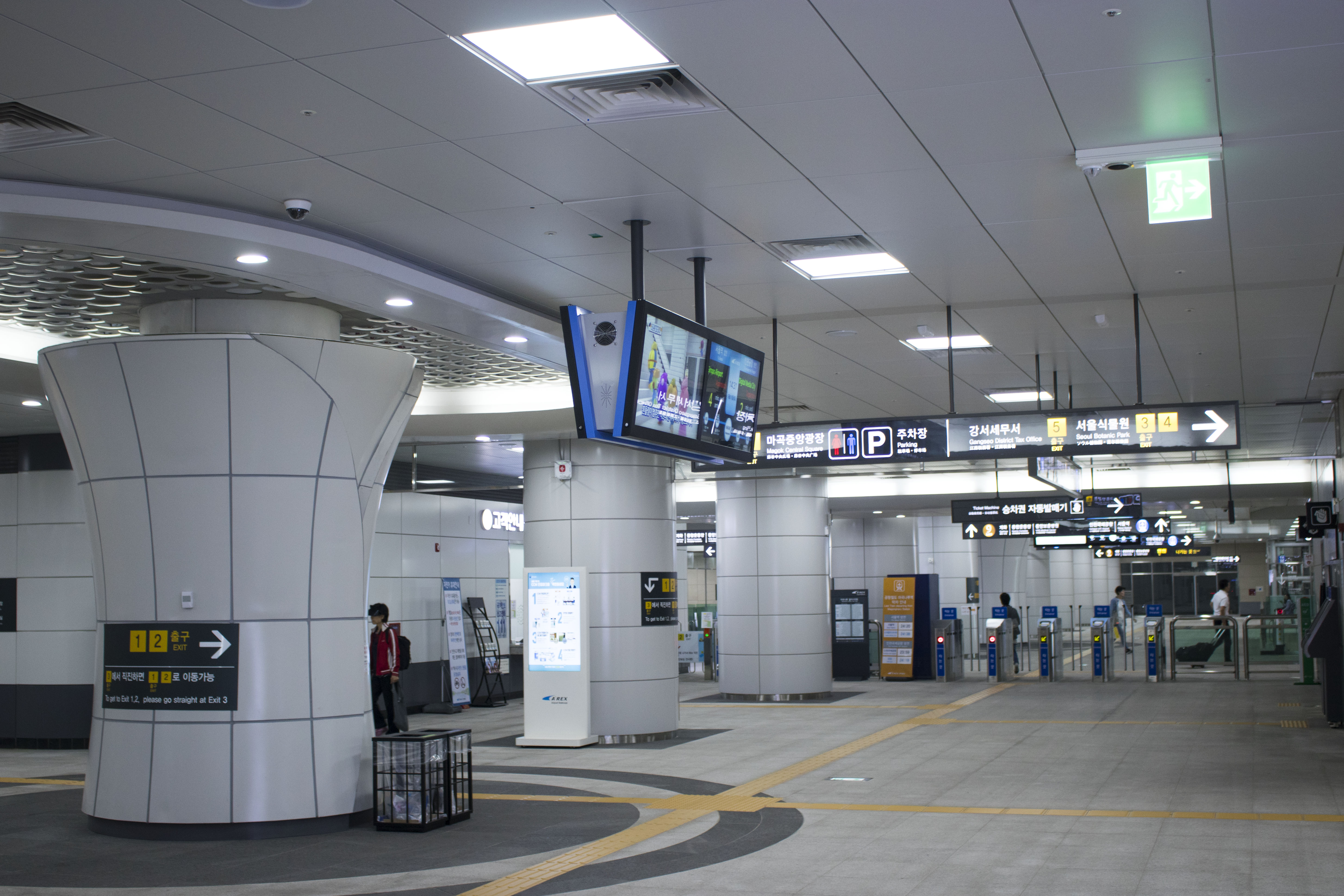
En 2019.
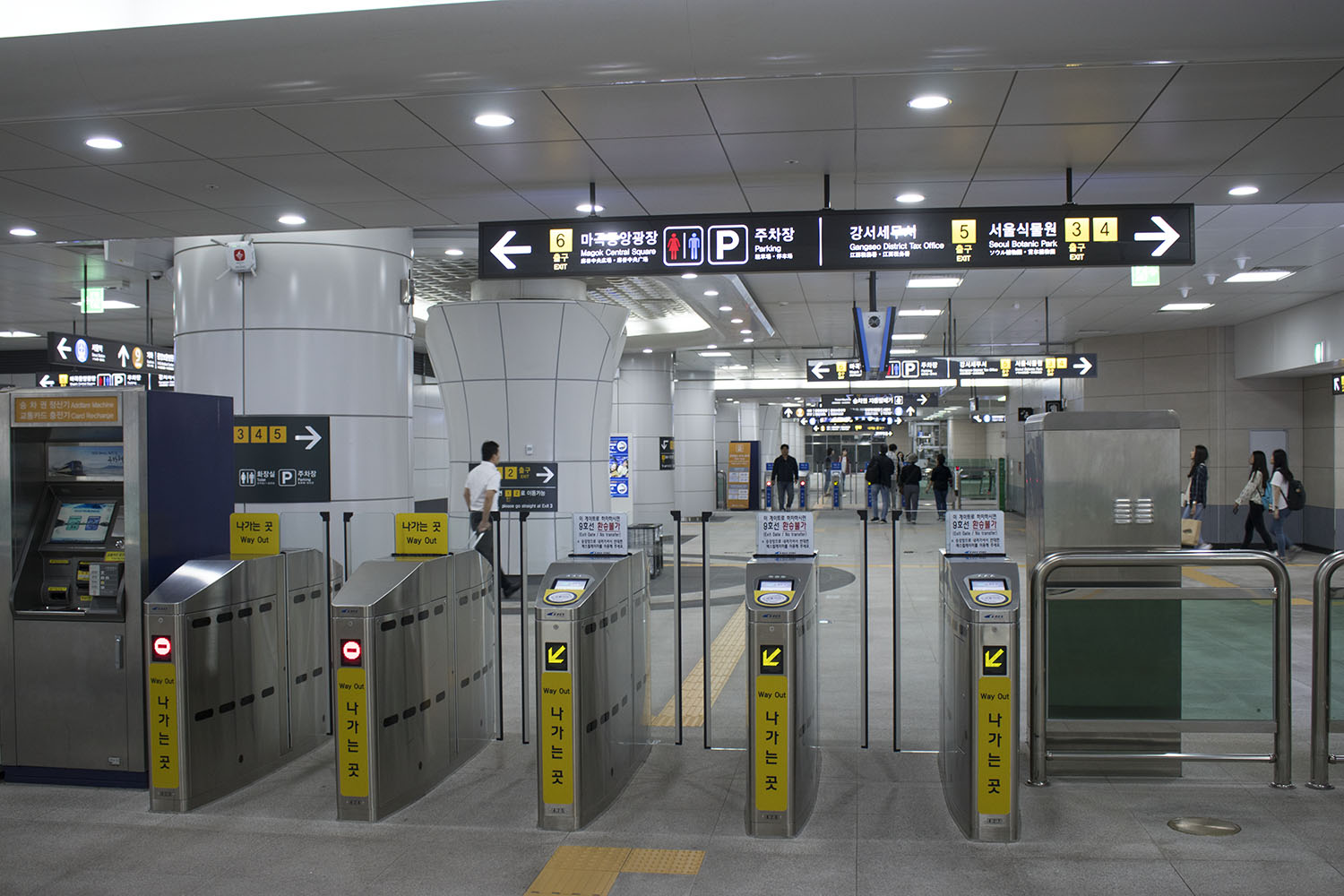
En 2019.

### Desserte

#### Station ligne 9

Installations station L9
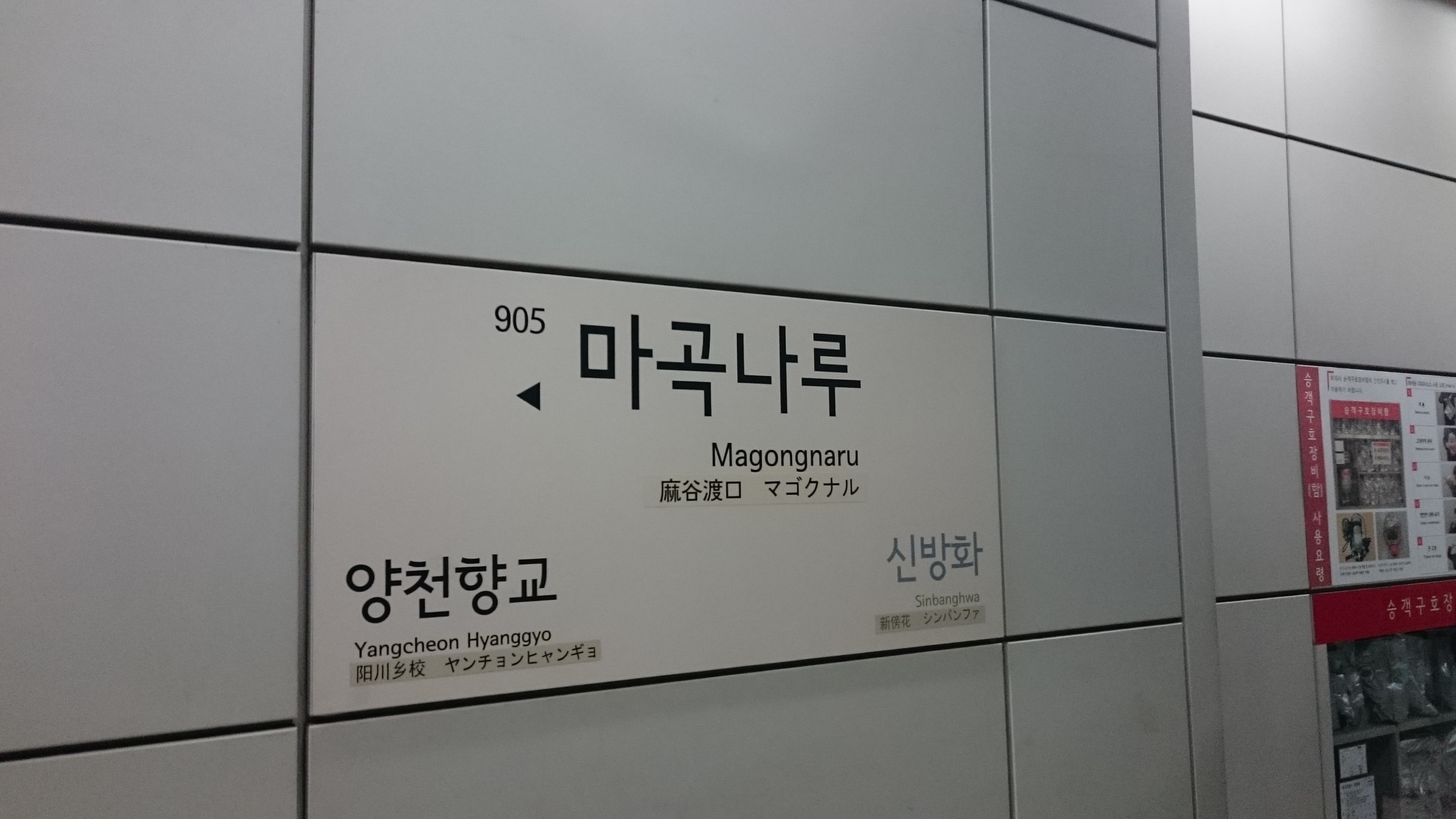
En 2017.
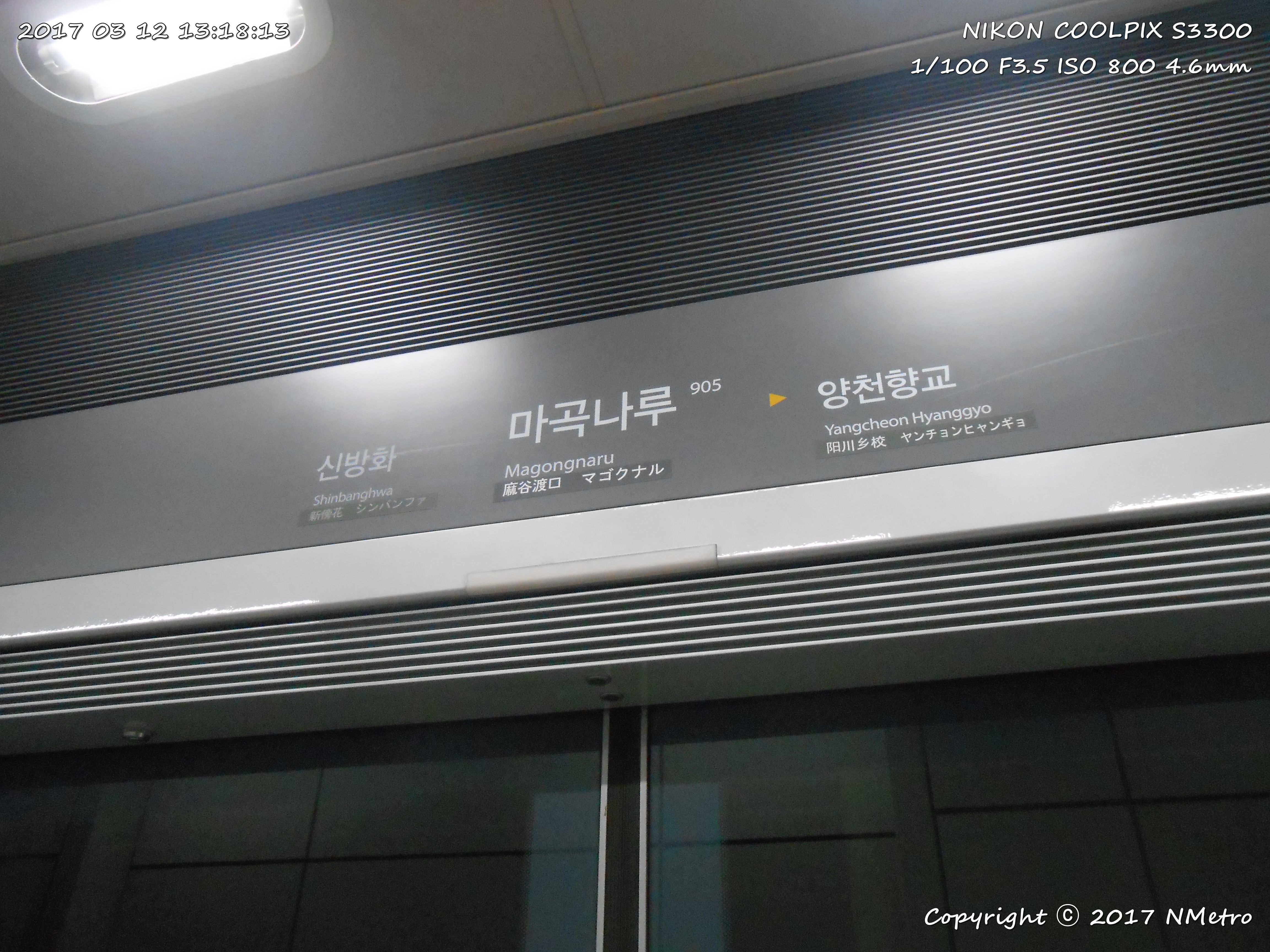
En 2017.
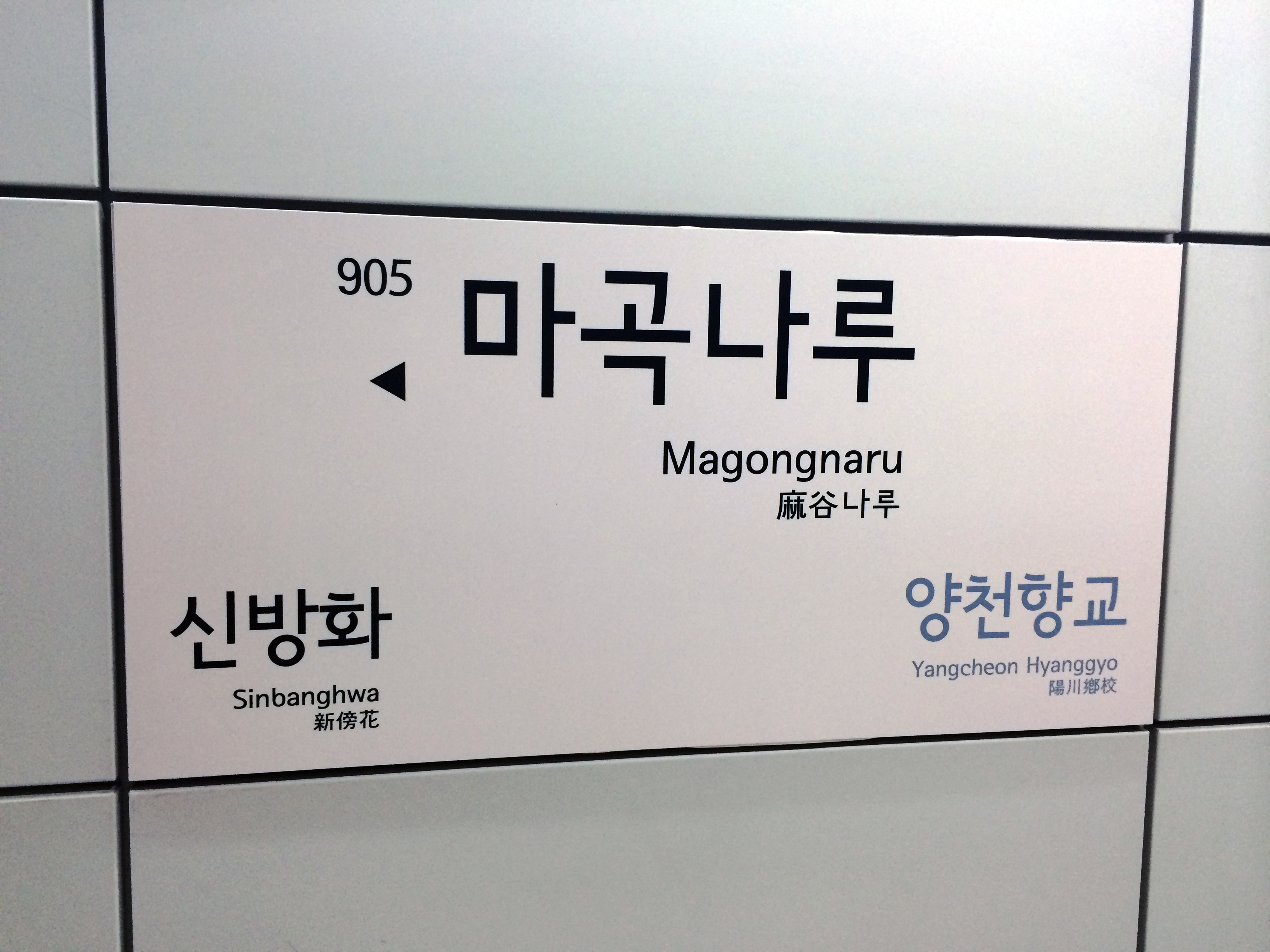
En 2014.

#### Station ligne AREX

Installations station AREX
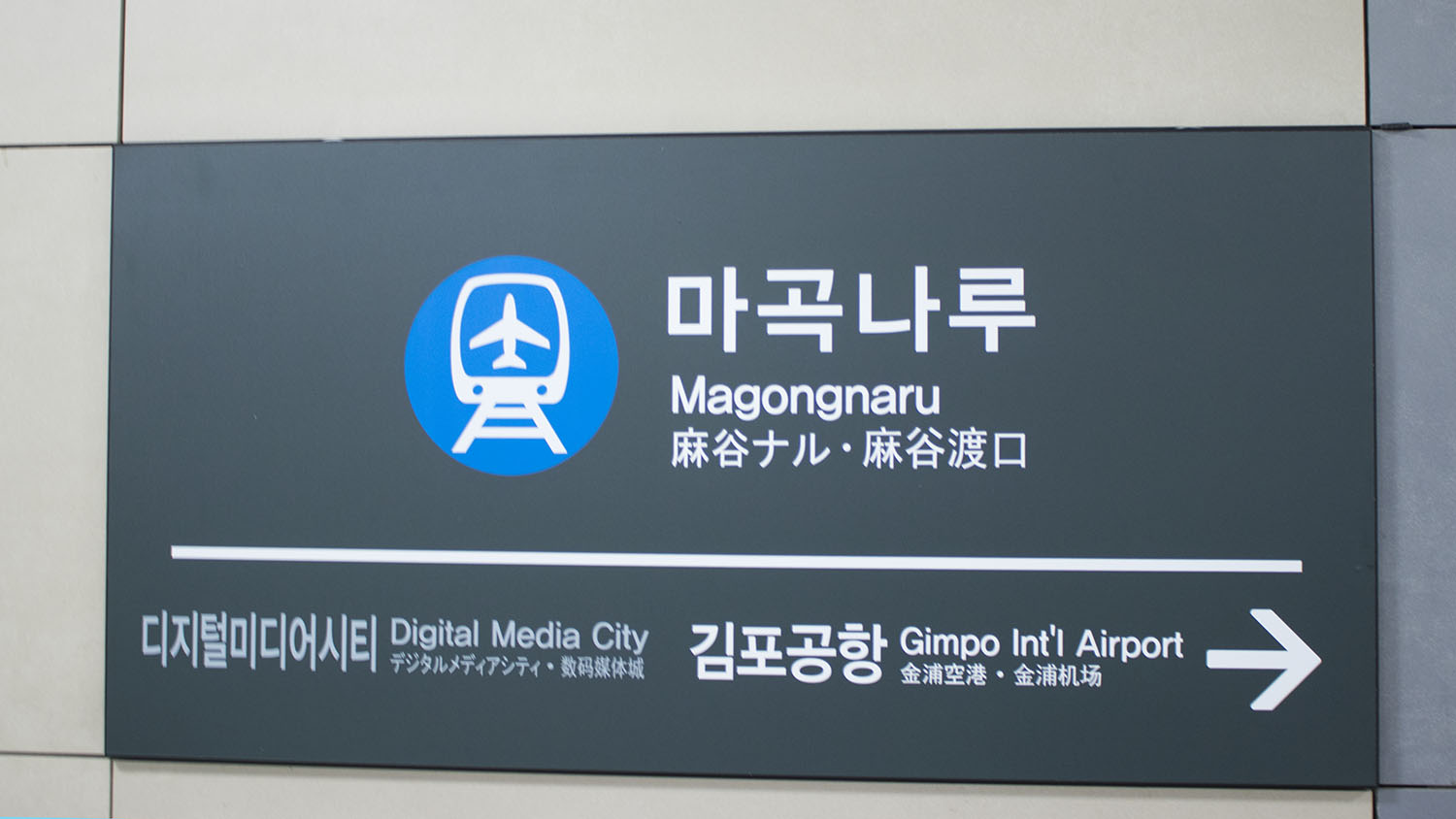
En 2019.
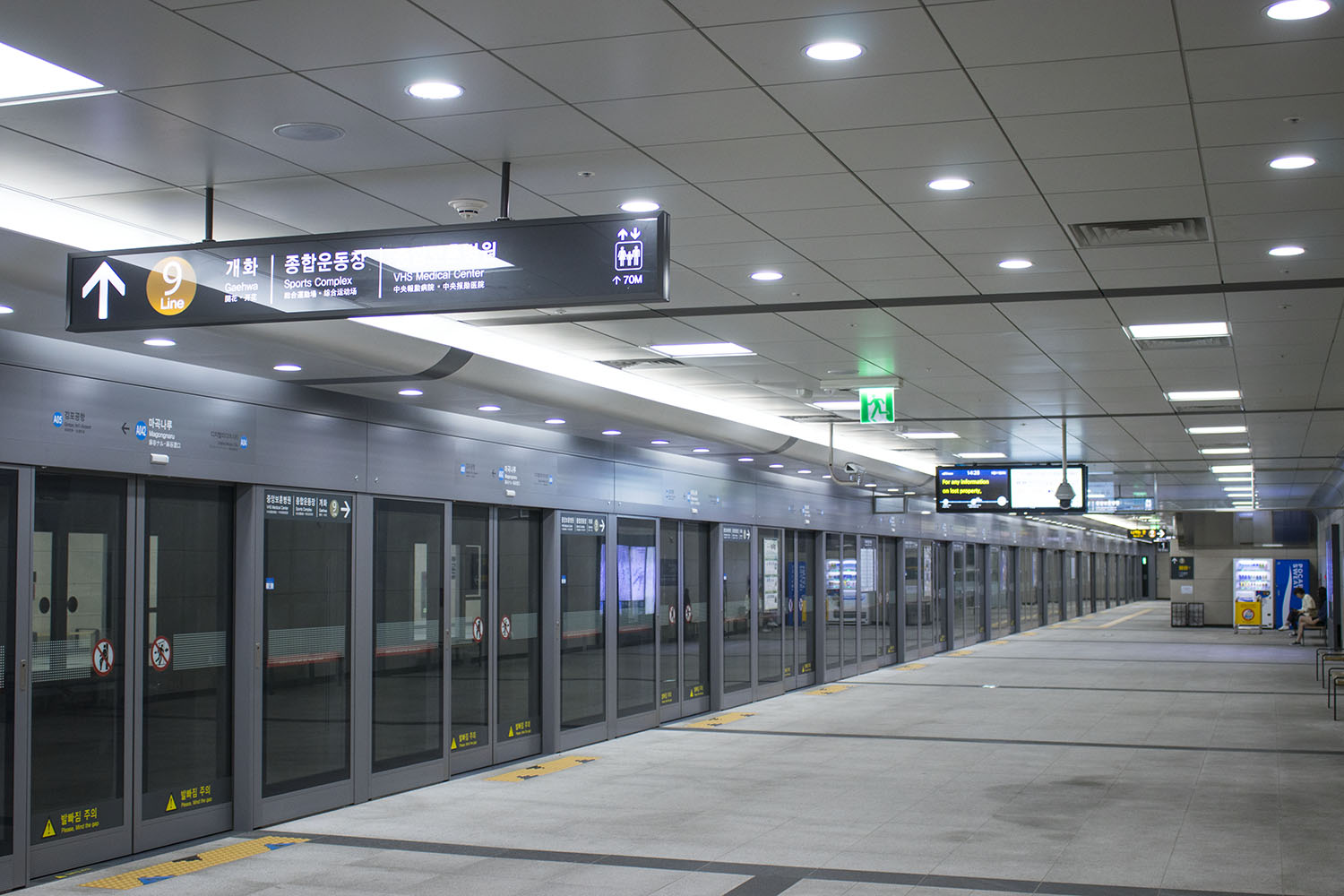
En 2019.